# BulNet
Българският WordNet (BulNet) представлява богата лексикално-семантична база данни.
Изработва се в Секцията по компютърна лингвистика в Института за български език на Българска академия на науките.

## Обща информация
BulNet е създаден в рамките на европейския проект БалкаНет – многоезична семантична мрежа на балканските езици, който е насочен към изграждането на синхронизирани семантични бази от данни за следните балкански езици – български, гръцки, румънски, сръбски, турски, и разширяване на чешката лексикално-семантична мрежа. След приключването на проекта БалкаНет, изграждането на българския WordNet продължава в рамките на национално финансираните проекти „BulNet – лексикално-семантична мрежа на българския език“ (2005 – 2010) и „Електронни езикови ресурси и програми за тяхната обработка“ (2011 – 2013), вторият от които е съфинансиран по проекта „ЦЕЗАР – Централно- и южноевропейски езикови ресурси“ по програма ICT PSP: CIP-ICT-PSP-2010.6.1.